# Šabat u kršćanstvu
Sabat ili Šabat je dan odmora u judaizmu, koji traje od zalaska sunca u petak do zalaska sunca u subotu.
Najraniji kršćani, koji su prije toga bili Židovi, su se držali Tore i obilježavali Šabat. Tijekom kasnijih stoljeća se obilježavanje Šabata subotom počelo prebacivati na nedjelju, a o čemu prvi zapisi postoje već na početku 2. stoljeća, odnosno među kršćanskim zajednicima vjernika ne-židovskog podrijetla, a što je posebno bilo izraženo u Rimu i Aleksandriji. Godine 321. je, pak, rimski kršćanski car Konstantin Veliki proglasio dan Sunca (nedjelju) danom odmora u cijelom Carstvu, što je kršćanima bio dodatni poticaj da Šabat slave u nedjelju. Stav o nedjelji kao kršćanskom danu odmora su prihvatili Katolička, pravoslavna i većina protestantskih crkava.
Među kršćanima koji drže da se Šabat mora svetkovati subotom se najviše ističu Adventisti sedmog dana.